# منبر القوة

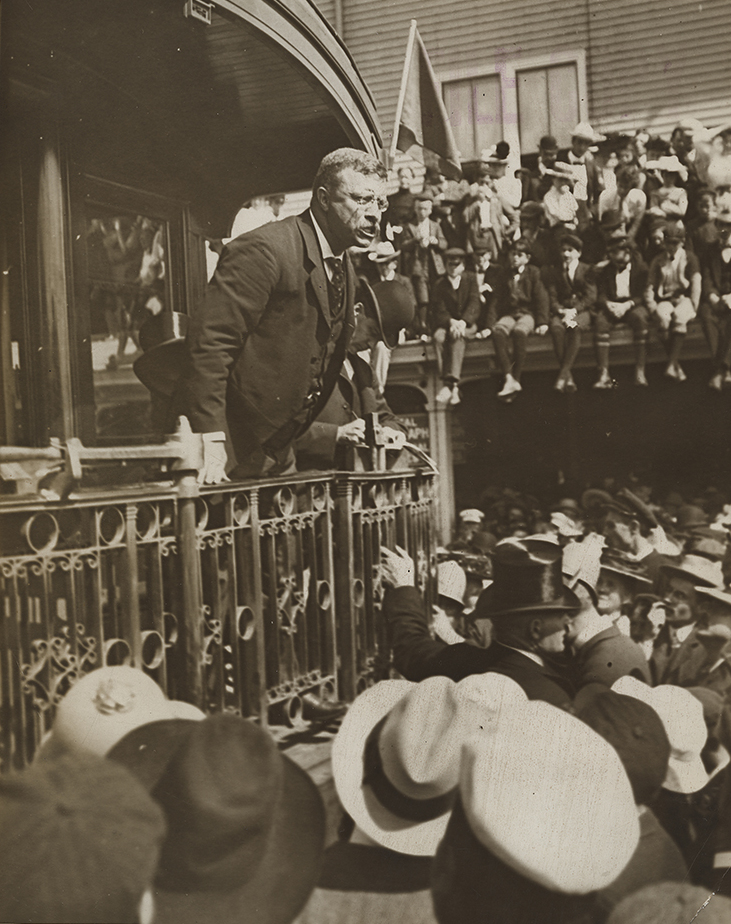

منبر القوة هو تعبير أطلقه الرئيس الأمريكي السابق ثيودور روزفلت  علي البيت الأبيض، ويقصد به قوة البيت الأبيض كمنبر للتعبير عن الرأي ووضع وتشكيل الأجندة السياسية الدولية. واهتم الرئيس الأمريكي ثيودور روزفلت بالمؤتمرات والمؤتمرات الصحفية، وكان يري أن حكم البلاد يمكن أن يدار من خلال الصفحة الرئيسية في الجرائد.